# Denís Menshov
Denís Nikoláyevich Menshov —Дени́с Никола́евич Меньшо́в; muchas veces escrito con la transliteración Menchov— (Oriol, 25 de enero de 1978) es un exciclista ruso. Reside desde los 19 años en la localidad navarra de Mutilva Baja.
Se convirtió en profesional en 2000, con el equipo Banesto. Era un buen escalador que se defendía bien en contrarreloj. Sus mayores triunfos como profesional han sido la Vuelta a España 2007 y el Giro de Italia 2009.
Con 35 años, se retiró en mayo de 2013, tras no poder recuperarse de una lesión de rodilla que lo venía aquejando y que no lo dejó participar del Giro de Italia.
El 12 de julio de 2014 se dio a conocer por la UCI que se encontraron irregularidades en su pasaporte biológico sancionándole con carácter retrospectivo durante dos años a pesar de encontrarse ya retirado. Además se le anularon los resultados obtenidos en los Tours de Francia de 2009, 2010 y 2012.

## Biografía

### 2006
El año 2006 consiguió dos importantes victorias para su palmarés: 1 etapa del Dauphiné Libéré (etapa acabada en el Mont Ventoux, mítico puerto francés) y 1 etapa del Tour de Francia (acabada en Pla de Beret); en donde además, fue 5º de la general final, tras la descalificación de Floyd Landis.

### 2007
La temporada 2007 comenzó bien para él. Ganó la cronoescalada de la Volta a Cataluña; y fue tercero en la general final. También destacó en el Dauphiné Libéré, donde finalizó en la cuarta posición.
Así las cosas se presentaba como uno de los máximos favoritos a conseguir el maillot amarillo en el pódium de París del Tour de Francia. Sin embargo, las cosas no fueron como él esperaba. En Tignes, la primera llegada en alto de la prueba, se dejó unos veinte segundos respecto al resto de favoritos, y su equipo le supeditó a su compañero Michael Rasmussen, que se vistió de amarillo esa misma jornada. A pesar de tener destacadas actuaciones en un par de etapas en su nueva y sorprendente labor de gregario, abandonó unas jornadas antes de acabar la prueba.
Llegó la Vuelta a España y el ruso quería desquitarse del sinsabor del Tour de Francia; y lo hizo a lo grande. Ya en los Lagos de Covadonga, primer final en alto de la carrera; demostró estar en un gran estado de forma, llegando junto a Carlos Sastre y Leonardo Piepoli como hombres a tener en cuenta de cara a la general; a 1'06 de su compatriota Vladimir Efimkin, la revelación de la carrera junto a Ezequiel Mosquera; y distanciando a hombres como Cadel Evans, Samuel Sánchez, Óscar Pereiro y José Ángel Gómez Marchante. Unos días después llegaría la contrarreloj de Zaragoza, que marcó un antes y un después en el devenir de la prueba. Logró un amplio margen respecto a los Sastre, Evans, Sánchez y compañía; y a pesar de no alzarse con el liderato, que recayó en Stijn Devolder, se mostraba como máximo favorito de cara a la clasificación general.
El día siguiente, con la llegada en Cerler, Menchov volvía a dar un golpe de autoridad a la carrera. Se marchaba en la ascensión a la estación de esquí en compañía de Leonardo Piepoli, a quién dejaría ganar, logrando, esta vez sí el liderato de la carrera, que ya no soltaría en el resto de la carrera. La siguiente etapa pirenáica llegaba a Ordino Arcalís, donde Menchov se imponía sin problemas en un reducido sprint entre los hombres más fuertes de la ronda española.
Los días pasaban, y a pesar de que Carlos Sastre, el que fuera segundo clasificado al final de la prueba, intentaba poner a prueba a Menchov en cualquier terreno; el ruso respondía sin ningún tipo de problemas. Las etapas de Monachil, Ávila y Abantos sólo sirvieron para evidenciar la fortaleza de Menchov, que respondía a todos y cada uno de los ataques de Sastre.
Finalmente, el 23 de septiembre de 2007 Denís Menchov se alzaba con su primera Vuelta a España.

### 2008
En la temporada 2008, Menchov se volvió a fijar el Tour de Francia como objetivo. Para ello, decidió cambiar su preparación de cara a la ronda francesa. Así, decidió disputar el Giro de Italia, para poder disfrutar de un mayor fondo en la carrera gala. Se presentó en la salida de Palermo sin grandes objetivos de cara a la general, pese a lo cual, terminó la carrera italiana en una meritoria quinta posición.
Un mes después, sin haber disputado ni una sola carrera después del Giro, llegó a Brest, ciudad bretona que acogía la salida del Tour de Francia. En la llegada a Nantes, cedió 38 segundos en un corte producido por una caída. Sin embargo, en la contrarreloj de Cholet evidenció su gran estado de forma, recuperando los segundos perdidos con la gran mayoría de sus rivales, a excecpción de Cadel Evans, a priori, el gran favorito para llevarse la ronda gala.

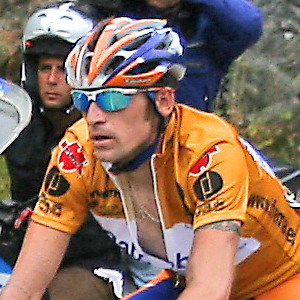
Denís Menchov.

En el bloque montañoso de los Pirineos, se mantuvo en todo momento junto a Evans y Carlos Sastre (quien a la postre vencería la carrera), salvando la primera criba de favoritos, en la que perdieron sus opciones ciclistas como Damiano Cunego, Alejandro Valverde, Óscar Pereiro y Andy Schleck.
La llegada a la estación de esquí de Prato Nevoso, era la primera etapa alpina, y Menchov, decidido a recortar tiempo a sus rivales, lanzó un poderoso ataque. Sin embargo, la mala suerte se cebó con él, y se fue al suelo en una curva de la subida. Cedió unos preciosos segundos ese día con Bernhard Kohl y Carlos Sastre. Al día siguiente, en el descenso de la Bonnette, se quedó cortado del grupo de favoritos, volviendo a perder alrededor de medio minuto. El Tour se le ponía muy cuesta arriba a Menchov, que veía como se situaba quinto, con tan sólo la etapa de Alpe d'Huez y una contrarreloj por delante.
En Alpe d'Huez trató de marcharse con Carlos Sastre pero no pudo e incluso llegó a ceder terreno con el grupo del resto de favoritos, aunque luego conseguiría volver a contactar con ellos. En la contrarreloj no pudo recortar el tiempo suficiente para subir al pódium, y finalizó en cuarta posición (que se convirtió en tercera posición, tras el positivo por CERA de Bernhard Kohl).

### 2009

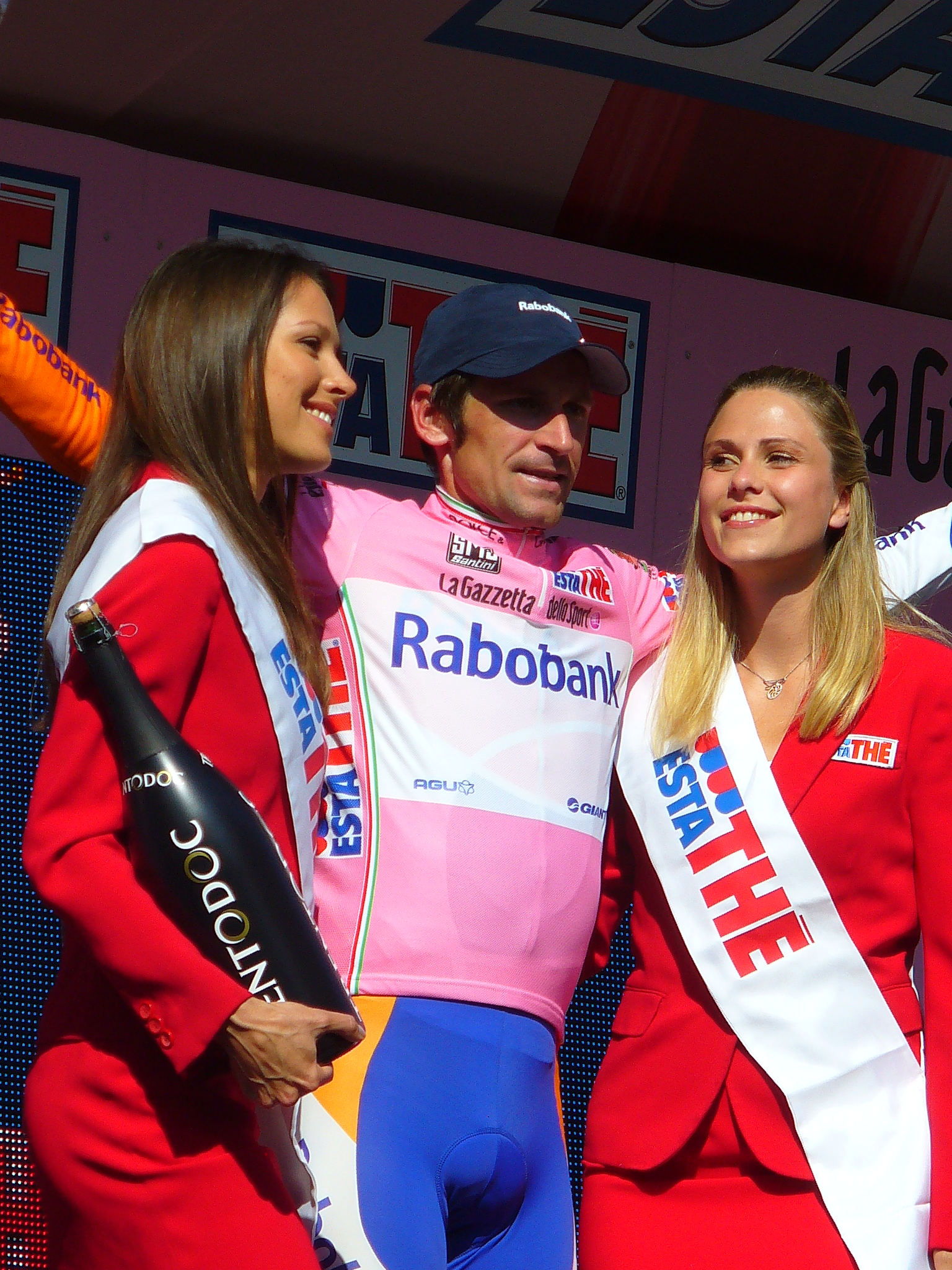
Menchov con la maglia rosa en el Giro 2009

Al principio del 2009 se adjudicó la Vuelta a Murcia mientras preparaba su temporada. 
Se presentó al Giro de Italia como uno de los favoritos en un Giro donde se presentaban varios campeones de Grandes Vueltas como, Lance Armstrong, Carlos Sastre, Danilo Di Luca, Gilberto Simoni, Damiano Cunego o Ivan Basso. Arrebato la maglia rosa a Danilo Diluca en la contrarreloj larga y llevó la maglia hasta el final de la carrera, pese al acoso y derribo que le hizo Danilo Di Luca. Ganó otra etapa y pudo ganar otra más si no se cae en la contrarreloj final de Roma. En el podio le acompañaron Danilo Di Luca y Franco Pellizotti.

### 2010
Tras presentarse en el Tour de Francia como uno de los favoritos al triunfo final, termina en tercera posición, arrebantándosela en la última crono a Samuel Sánchez. Pero tras la sanción a Alberto Contador ocuparía la segunda posición.

### 2011

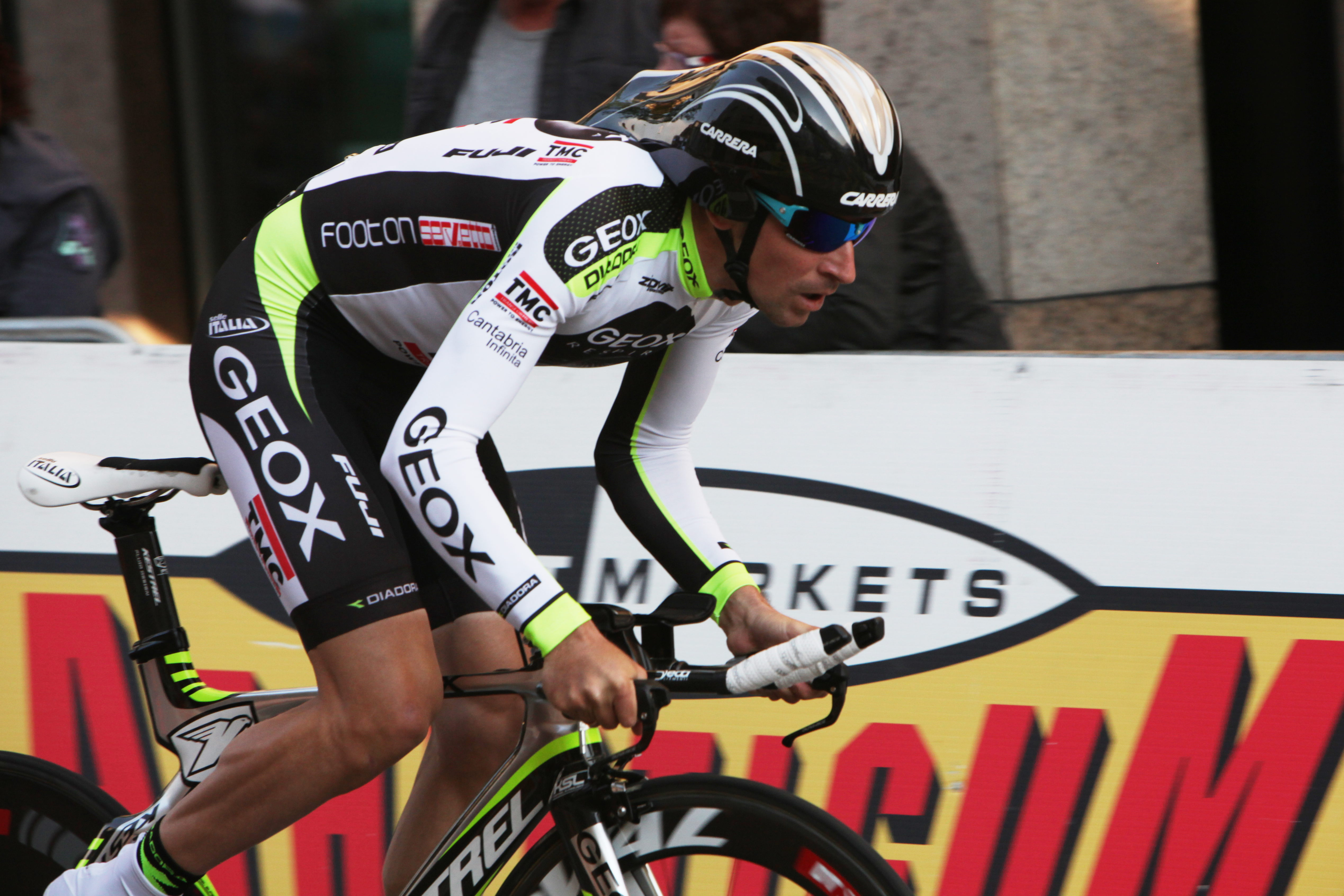
Menchov en el Tour de Romandía 2011 con Geox

#### Nuevo corredor del Team Geox
El 19 de agosto de 2010, y tras concluir tercero en el último Tour de Francia, anunció su fichaje por el nuevo equipo Team Geox para el año 2011. El ruso, formará con el madrileño Carlos Sastre, una de las parejas con más calidad en carreras de varias semanas y le da forma al nuevo equipo español. En el Giro de Italia 2011 acabaría en octava posición y en la Vuelta a España 2011 finalizaría la temporada con un quinto puesto, con un tercer puesto en la escalada al Angliru. Tras la desaparición del Team Geox ficharía por Katusha Team.

### 2012

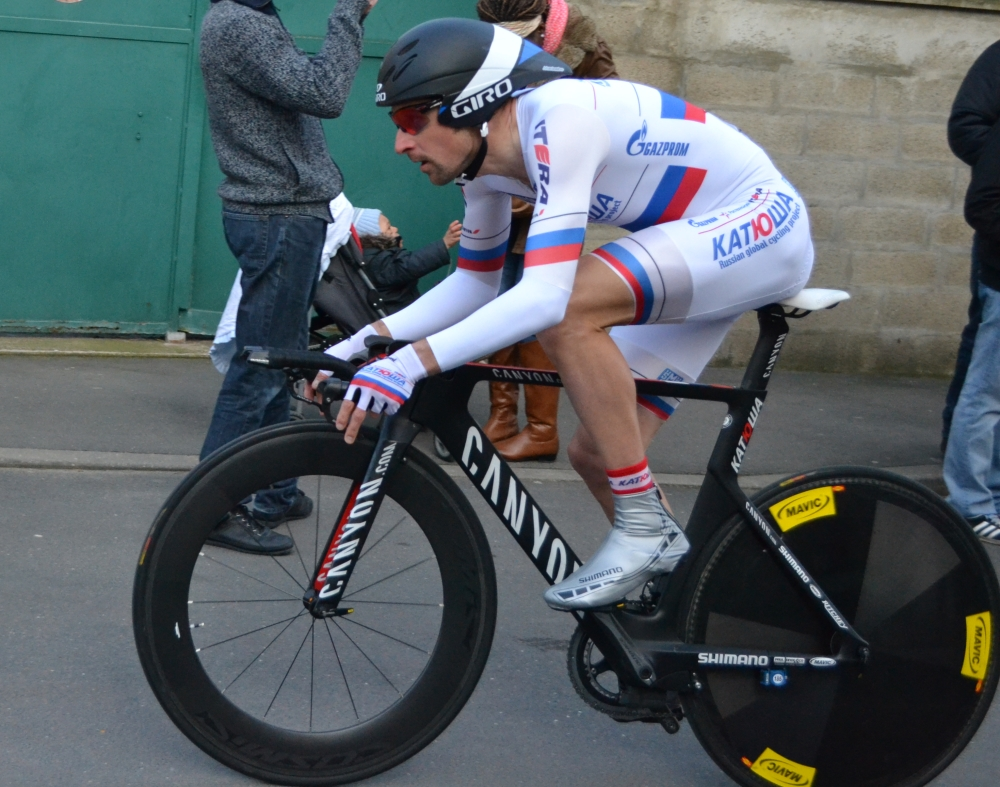
Denis Menchov como campeón de Rusia en contrarreloj en 2012.

En 2012, Menchov consiguió el campeonato nacional de contrarreloj de Rusia. Menchov decidió ir al Tour, pero siendo uno de los favoritos, consiguió un 15º puesto. Después Menchov decidió ir a la Vuelta a España donde sumó otra victoria en su palmarés, tras haber ganado la etapa con final en la Bola del Mundo.
El 21 de diciembre de 2012 el Tribunal Supremo de Justicia confirmó la anulación de la sanción al corredor bejarano Roberto Heras por una serie de irregularidades en la práctica de los análisis, entre ellas que las muestras se entregaron casi 40 horas después, a temperatura ambiente, por persona o empresa que se desconocía, con lo que Roberto Heras vuelve a aparecer en el palmarés de la Vuelta a España como ganador de la edición de 2005, siendo además el único ciclista que ha ganado esta carrera en 4 ediciones.

### 2013
El 20 de mayo de 2013, Menchov anunció su retirada del ciclismo profesional a causa de las lesiones.

## Palmarés
| 2000 - 3.º en el Campeonato de Rusia Contrarreloj 2001 - Tour del Porvenir 2002 - 1 etapa de la Dauphiné Libéré 2003 - Clásica de los Puertos - Clasificación de los jóvenes del Tour de Francia 2004 - 1 etapa de la París-Niza - Vuelta al País Vasco, más 1 etapa - 1 etapa de la Vuelta a Aragón - 1 etapa de la Vuelta a España 2005 - 2.º en la Vuelta a España, más 2 etapas 2006 - 1 etapa de la Dauphiné Libéré - 1 etapa del Tour de Francia | 2007 - 1 etapa de la Volta a Cataluña - Vuelta a España , más 1 etapa, clasificación de la montaña y la clasificación de la combinada 2008 - 3.º en el Tour de Francia 2009 - Vuelta a Murcia - Giro de Italia , más 3 etapas y clasificación por puntos 2011 - 1 etapa de la Vuelta a Murcia 2012 - Campeonato de Rusia Contrarreloj - 1 etapa de la Vuelta a España |

## Resultados en Grandes Vueltas y Campeonatos del Mundo
| Carrera              | Carrera              | 2000 | 2001 | 2002 | 2003 | 2004 | 2005 | 2006 | 2007 | 2008 | 2009 | 2010 | 2011 | 2012 | 2013 |
| -------------------- | -------------------- | ---- | ---- | ---- | ---- | ---- | ---- | ---- | ---- | ---- | ---- | ---- | ---- | ---- | ---- |
|                      | Giro de Italia       | —    | —    | —    | —    | —    | —    | —    | —    | 5.º  | 1.º  | —    | 7.º  | —    | —    |
|                      | Tour de Francia      | —    | 47.º | 93.º | 11.º | Ab.  | 85.º | 5.º  | Ab.  | 3.º  | 51.º | 2.º  | —    | 15.º | —    |
|                      | Vuelta a España      | —    | —    | —    | —    | Ab.  | 2.º  | Ab.  | 1.º  | —    | —    | 41.º | 5.º  | 54.º | —    |
| Mundial en Ruta      | Mundial en Ruta      | —    | —    | —    | 53.º | —    | 23.º | —    | 47.º | —    | —    | —    | —    | —    | —    |
| Mundial Contrarreloj | Mundial Contrarreloj | —    | —    | —    | —    | —    | 23.º | —    | —    | —    | —    | —    | —    | —    | —    |

—: no participa

Ab.: abandona

## Equipos
- Banesto/Illes Balears (1999[5] -2004)
- Rabobank (2005-2010)
- Geox-TMC (2011)
- Katusha Team (2012-2013)